# Эссекский университет
Эссекский университет или университет Эссекс (англ. University of Essex) — английский университет, основанный в 1963 году. Расположен в графстве Эссекс близ города Колчестера.

## История
Эссекский университет был основан в 1963 году наряду с другими, так называемыми «университетами из листового стекла», основанными в Великобритании в 1960-е гг., непосредственно вслед за докладом парламентской комиссии лорда Роббинса о необходимости расширения высшего образования.

## Устройство
В своём устройстве Эссекский университет является классическим примером «сampus university». Этим термином в Великобритании обозначают университеты, в которых студенческие общежития, учебные, досуговые и исследовательские учреждения находятся в одном месте, называемом кампусом. Кампус с латинского — «плоский участок земли, равнина, поле».
Включает 18 факультетов и 36 центров и институтов, ведущих преподавательскую и исследовательскую деятельность по широкому спектру гуманитарных, социальных, естественных и точных наук. Наиболее высокой репутацией пользуются факультеты управления (government), экономики, истории, социологии и права. Широкую известность имеет также Центр по правам человека (Human Rights Centre).
Основной кампус расположен в парке Уивенхо близ Колчестера, второй в Саутенд-он-Си. Театральная школа «East 15» работает в Лаутоне.

## Репутация
В последнем официальном рейтинге научно-исследовательских достижений (Research Assessment Exercise, RAE 2008) Эссекский университет занял девятое место среди 150 университетов Великобритании.

## Известные студенты и преподаватели

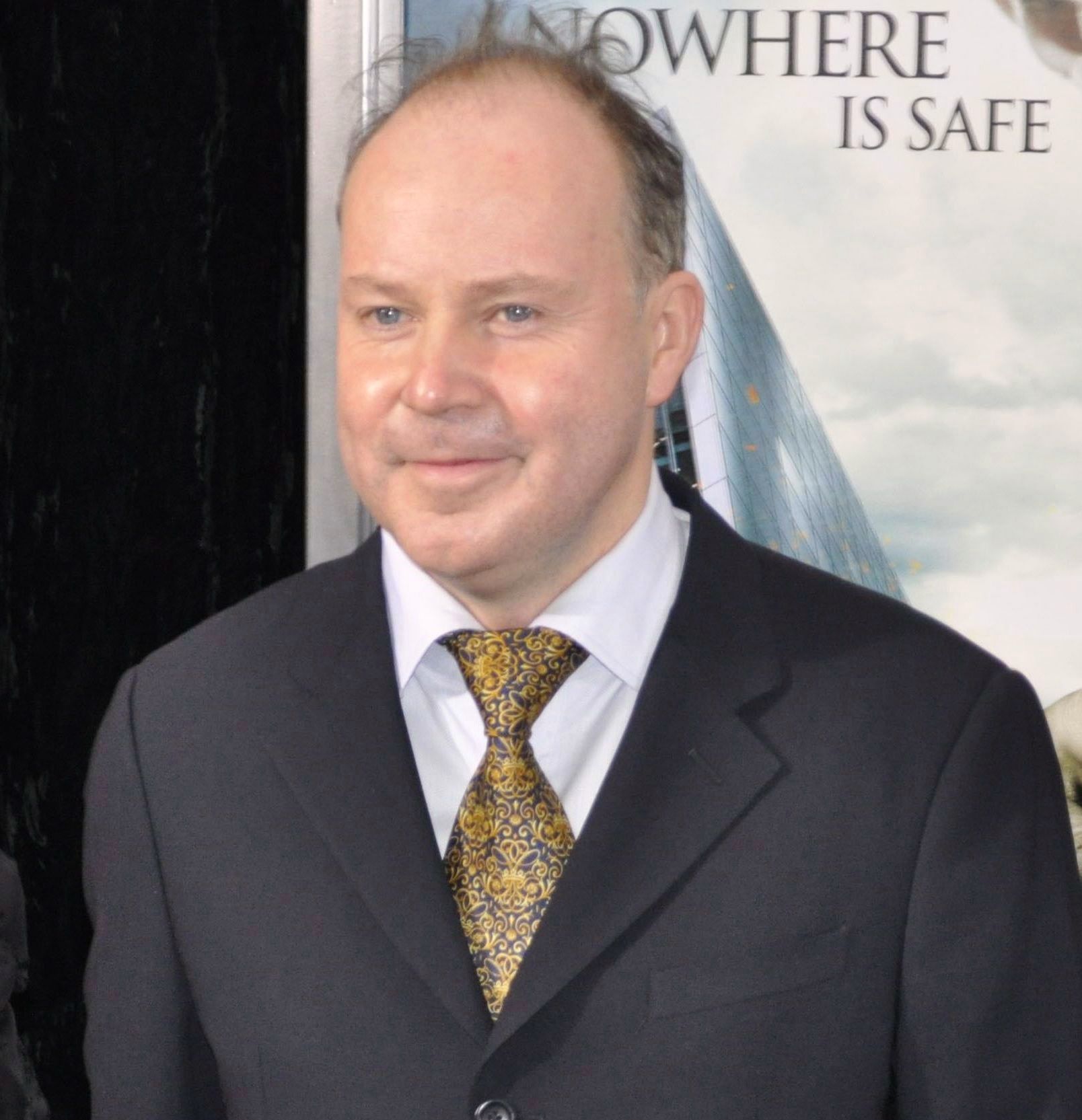
Дэвид Йейтс

Среди публичных фигур, закончивших Эссекский университет, президент Коста-Рики (1986—1990 и 2006—2010) и лауреат Нобелевской премии мира Оскар Ариас и спикер палаты общин Великобритании Джон Беркоу.

## Партнёрские связи
Эссекский университет является членом Паллас Консорциум (Pallas Consortium) и Группы 1994. Поддерживаются партнёрские связи с «University Campus Suffolk» в Ипсуиче и Университетом Восточной Англии в Норидже. Среди новых партнёров — компания «Kaplan, Inc».

## Разработки
Существует много разработок роботов, перемещающихся в воде, подражая движениям рыб. Подобные разработки относятся к области робототехники. Примером подобных роботов является разработанный в Эссекском университете робот «Robotic Fish».

## Спорт
В приморском городке Брайтлингси, в восточной части Эссекса, университет имеет яхт-клуб и лодочную станцию.